# Años 500 a. C.
Los años 500 antes de Cristo transcurrieron entre los años 509 a. C. y 500 a. C. 

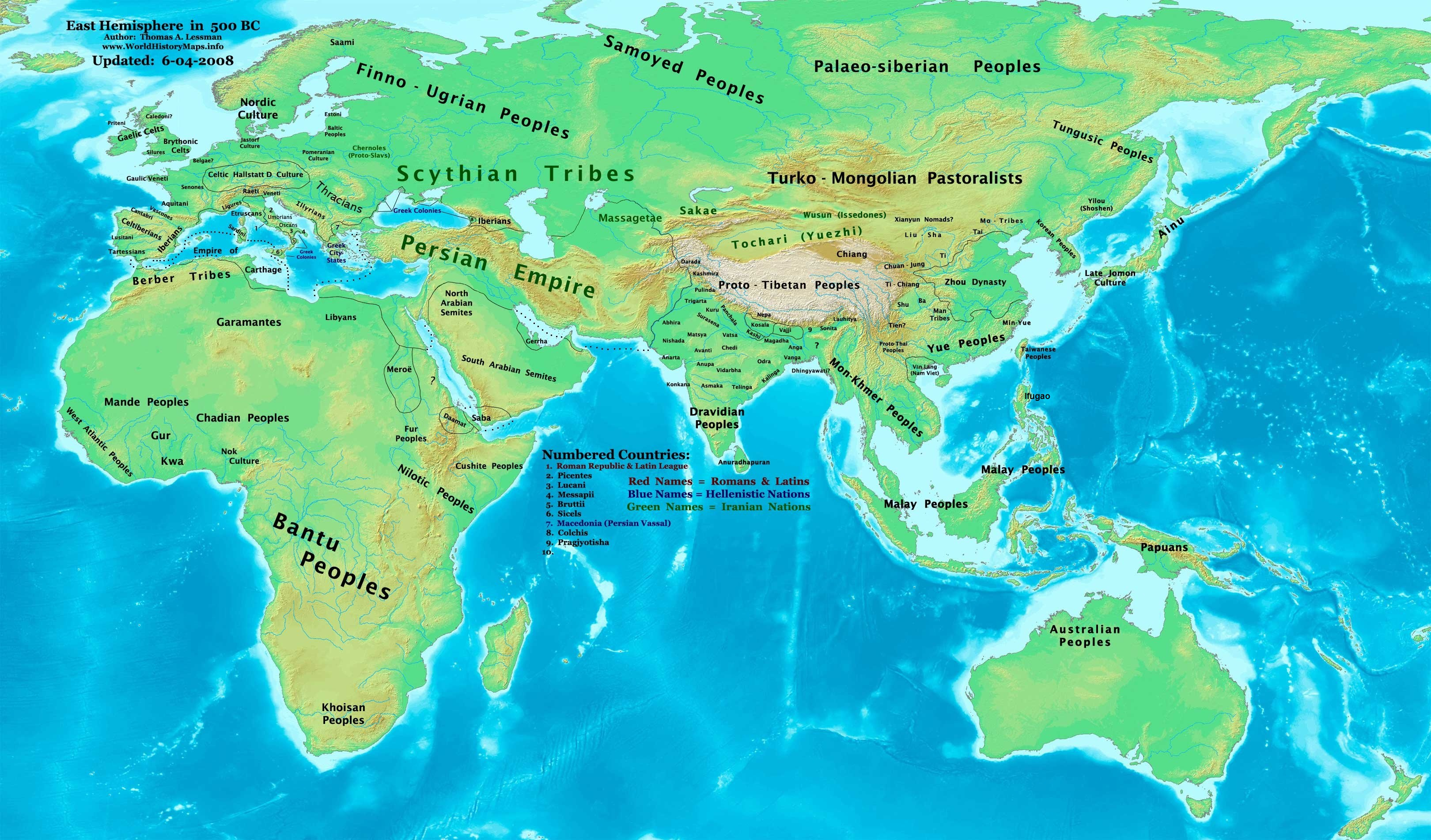
El hemisferio occidental en los años 500 a. C.

## Acontecimientos
- 509 a. C.: Después de la expulsión del último rey etrusco del trono de Roma el año anterior, se crea y por

un Senado permanente que decide abolir la monarquía, convirtiendo a Roma en una república, dotándose con un sistema de gobierno basado en dos cónsules elegidos anualmente.
- 509 a. C.: En Roma, Lucio Junio Bruto y los patricios se aprovechan del ultraje efectuado por Sexto Tarquinio a Lucrecia (esposa de Lucio Tarquinio Colatino) para derrocar la monarquía romana de Tarquinio el Soberbio y sus hijos Sexto, Arrunte y Tito, que parten exiliados a Cere. Se funda entonces la República romana, con Lucio Tarquinio Colatino y Lucio Junio Bruto, como primeros cónsules.
- 509 a. C.: en Italia, Roma declara la guerra a los etruscos del rey Porsena, aliado de Tarquinio el Soberbio.
- 509 o 508 a. C.: primer tratado de paz y amistad entre las ciudades de Roma y Cartago.
- 508 a. C.: en Roma, los patricios conjuran para el retorno de Lucio Tarquinio. Mandan ejecutar a los hijos del cónsul Lucio Junio Bruto (Tito y Tiberio Junio) y a los sobrinos del cónsul Colatino (Lucio y Marco Aquilio).
- 508 a. C.: en las ciudades de Veyes y Tarquinos (Italia) el ejército romano derrota a los ejércitos etruscos bajo el mando de Lucio Tarquinio y de su hijo Arrunte. Muere el cónsul Lucio Junio Bruto y Arrunte Tarquinio (hijo de Lucio Tarquinio).
- 508 a. C.: Lars Porsena, rey de Clusium (Etruria) ataca Roma. Según la leyenda, Publio Horacio Cocles defiende el puente de Roma del ejército etrusco. Tratado de paz entre Roma, Veyes y Clusium.
- 508 a. C.: en Roma se instituye el cargo de póntifex máximus.
- 508 a. C.: Los persas conquistan la isla de Samotracia.
- 508 a. C.: Atenas solicita una alianza con Persia.
- 508-506 a. C.: en Grecia, los atenienses hacen fracasar los intentos de otras polis (Esparta, Beocia, Calcídica) de intervenir en los asuntos atenienses.
- 507 a. C.: en Atenas, Clístenes crea la democracia ateniense al expulsar a Iságoras y al rey espartano Cleómenes I.
- 507 a. C.: los griegos, bajo el mando de Aristodemo de Cumas, derrotan en Ariccia a los etruscos, comandados por Arrunte, hijo de Lars Porsena, quien muere en batalla.
- 507 a. C.: en Grecia, Aristodemo se proclama tirano de Cumas.
- 506 a. C.: Batalla de Bai ju: fuerzas del reino de Wu bajo Sun Tzu derrotan a las fuerzas de Chu.
- 505 a. C.: en Roma se elige la primera pareja de cónsules.
- 505 a. C.: en Grecia se forma la Liga del Peloponeso.
- 505 a. C.: a orillas del río Anión (Italia) los cónsules romanos Marco Valerio Voluso y Publio Postumio Tuberto vencen a los sabinos.
- 502 a. C.: en Aricia, la Liga latina derrota a los etruscos (bajo el mando de Lars Porsena).
- 502 a. C.: la isla de Naxos se rebela contra la dominación persa, lo que provoca la revuelta jonia.
- 502 a. C. (4 de diciembre): un eclipse solar oscurece Egipto (computado, no hay documentación histórica clara acerca de su observación)
- 501 a. C.: en Atenas, Clístenes reforma la democracia.
- 501 a. C.: en Chung-tu, Confucio es nombrado gobernador.
- 501 a. C. (año aproximado): Gadir (actual Cádiz) es tomada por Cartago.
- 501 a. C.: los persas atacan la isla griega de Naxos.
- 501 a. C.: en Roma, como respuesta a amenazas sabinas, se crea el cargo de dictador.
- 500 a. C.: en Abdera se reasientan refugiados de Teos.
- 500 a. C. (año aproximado): en África, pueblos de lengua bantú emigran al suroeste de Uganda desde el Oeste.
- 500 a. C.: Darío proclama que el idioma arameo es el idioma oficial de la mitad occidental de su imperio.
- 500 a. C.: según el sistema de periodización de Oscar Montelius, finaliza la civilización de la Edad del Bronce nórdica y comienza la Cultura de Jastorf.
- H. 500 a. C. el noroeste de la península ibérica está dominado por la cultura castreña. En la zona de Andalucía y Occidente ha desaparecido la cultura tartésica, difundiéndose la cultura íbera e iniciándose la cultura turdetana. La meseta está dominada por el pueblo celtibérico. Se produce la iberización de la meseta (Cogotas II). En esta época están fechados los viajes de Hannón e Himilcón.
- H. 500 a. C.: en Massalia desciende la prosperidad.
- H. 500 a. C.: en Sanchi (India) se construye la gran estupa.

## Personas destacadas
- Hacia el 508 a. C.: fallece Pitágoras de Samos, matemático griego y descubridor del teorema que lleva su nombre.
- 506 a. C.: nace el quinto emperador de Japón, Kōshō.
- 509 a. C.: fallece Lucio Junio Bruto, cónsul romano.